# César Díaz (militaire)
Pour les articles homonymes, voir Díaz et César Díaz.
César Díaz, né le 6 juillet 1812 à Montevideo (Uruguay) et mort le 7 février 1858 à Paso de Quinteros (Uruguay), est un militaire uruguayen qui a commandé les troupes uruguayennes dans la bataille de Caseros et a dirigé la révolution uruguayenne de 1858. Il a été exécuté peu de jours après sa défaite.

## Biographie
En juillet 1853, César Díaz dirigea la révolution qui renversa le président Juan Francisco Giró et fut ministre de la Guerre et de la Marine de l'Uruguay pendant la première dictature de Venancio Flores et a été temporairement président. Sur cette période, il a écrit une longue et intéressante autobiographie, ses Memorias.
Il s'exile à Buenos Aires d'où il mène la révolution uruguayenne de 1858, contre le président Gabriel Antonio Pereira. Plusieurs groupes de colorados se rebellent en différents endroits de la campagne uruguayenne, tandis que le 6 janvier Díaz débarque à Montevideo et essaye de prendre la ville.
Pereyra voulait mettre fin à la guerre civile quasi continuelle et il a condamné d'avance à mort les envahisseurs. Pour sa prise de  décision, il s'est basé sur le fait que, peu de temps auparavant, le gouvernement de l'État de Buenos Aires avait fait de même avec le général Jerónimo Costa et ses compagnons.
Après une dure bataille, Díaz a été vaincu par le colonel Lucas Brun dans un combat à Cagancha, et quelques jours plus tard, par le général Anacleto Medina à Paso de Quinteros, sur le río Negro. Medina a garanti la vie des dirigeants de la révolution en échange de la reddition de Díaz et de ses officiers et a tenté de convaincre le président d'épargner la vie des rebelles, mais le président a répété son ordre. Díaz et 150 autres officiers ont été exécutés le 1er février 1858, dans le même Paso de Quinteros. Cette exécution est connue comme Hécatombe de Quinteros.